# Circle数字榜
，前稱，是Circle Chart發布的榜單，該榜單由大韩民国文化体育观光部（MCST）管理，韓國音樂內容產業協會提供數據，羅列國內最畅销的歌曲。2008年中旬，韓國唱片業協會停止發佈音樂銷售數據，大韩民国文化体育观光部於是在2009年建立了一個匯總音樂銷售的圖表，並在2月份正式上線Gaon音樂榜，開始發布其數據。Gaon單曲榜单于2010年4月11日开始跟踪销售情况，匯總了數位音樂下載、流媒體及背景音樂，於每週（統計週期為週六到隔週日）、每月及年終列出所有歌曲的國內與國際獨立排名。
由韩国音乐内容产业协会提供。该榜单汇总了下载、流媒体及背景音乐，于每周、每月及年终列出所有歌曲的国内国际独立排名。销量由网络音乐提供商Genie、Melon、Mnet、Soribada、Naver Music、KakaoMusic和Bugs提供的在线数据编辑而成。
2022年7月7日，為配合品牌轉型，榜單更名為。